# Soumaila Coulibaly
Soumaila Coulibaly (* 15. April 1978 in Bamako) ist ein ehemaliger malischer Fußballspieler, der zuletzt in China bei Yanbian Funde unter Vertrag stand.

## Karriere
Coulibaly spielte in Mali für den Djoliba AC, bevor er 1996 zum ägyptischen Klub Zamalek Kairo kam. 2000 wechselte er in die Bundesliga zum SC Freiburg, für den er in 113 Bundesligaspielen 18 Tore erzielte bzw. in 94 Zweitligaspielen 19 Tore. In der Saison 2006/07 war Coulibaly Mannschaftskapitän des SC Freiburg. Sein jüngerer Bruder Boubacar Coulibaly gehörte in der Saison 2006/07 ebenfalls zum Profikader des SC Freiburg.
Zur Saison 2007/08 wechselte er zu Borussia Mönchengladbach. Der offensive Mittelfeldspieler erhielt bei den „Fohlen“ einen Vertrag bis Juni 2010. Anfang November 2008 wurde er allerdings von Trainer Hans Meyer aus dem Profikader gestrichen. Zur Saison 2009/10 unterschrieb er einen Einjahresvertrag beim FSV Frankfurt. Nachdem er in der Vorrunde nur sporadisch eingesetzt und nach einem katastrophalen Rückrundenbeginn von Trainer Hans-Jürgen Boysen neben einigen weiteren Spielern sogar aus dem Kader der ersten Mannschaft aussortiert worden war, löste der Verein den Vertrag mit Coulibaly im Februar 2010 auf dessen Wunsch hin vorzeitig auf. Am 8. Mai 2011 wurde er vom chinesischen Zweitligisten Yanbian Funde unter Vertrag genommen und beendete dort nach zwei Spielzeiten seine Karriere.
Für die malische Fußballnationalmannschaft bestritt Coulibaly 71 Länderspiele.
Im April 2022 wurde Coulibaly zum Trainer der U17-Nationalmannschaft von Mali ernannt, zuvor hatte er die U15 des Landes betreut. Er belegte mit dem Nationalteam bei der U-17-Afrikameisterschaft 2023 den vierten Platz und qualifizierte sich dadurch für die U-17-Weltmeisterschaft 2023 in Indonesien. Bei der WM-Endrunde scheiterte er mit dem Team erst im Halbfinale an Frankreichs U17.

## Auszeichnungen
- Torschütze des Monats Februar 2005[5]